# Perinereis aibuhitensis
La lombriz coreana Perinereis aibuhitensis es un poliqueto muy apreciado en la pesca de recreo. En numerosas páginas web está identificado erróneamente como Paranereis acrata, una forma totalmente incorrecta para denominar a este gusano. Fue catalogada por Grübe en 1878.

## Características
Este anélido posee un tronco alargado, anillado y semicilíndrico. Está dotado de 4 ojos y de unas poderosas mandíbulas en forma de pinzas muy características entre la familia de los Nereididae. A diferencia de los huesos y el esmalte dental, éstas no se mineralizan con calcio, sino que se forman por una proteína rica en histidina y algunas partículas de zinc. Mide entre 8 y 20 cm de longitud y su color varía desde el verde pardo hasta el marrón rojizo.

## Hábitat
Provienen de zonas salobres y saladas de China, Corea y Filipinas y viven en los sedimentos. Últimamente la especie ha sido observada en gran número en las zonas húmedas en los barrancos de Gabasa.[cita requerida]

## Uso humano
Esta especie es muy apreciada para la pesca gracias a su vitalidad y amplio rango de presas potenciales. Debido a sus resistentes carnes y tamaño, es válido para diversas técnicas, como el lanzado pesado o el surfcasting. Otra modalidad preferida es la caña con flotador, aunque en este caso es más efectivo trocearlo para poder ensartarlo en el anzuelo.